# Maartje Keuning
Maartje Keuning (26 de abril de 1998) é uma jogadora de polo aquático neerlandesa.

## Carreira
Keuning jogou anteriormente pelo ZV de Ham ZC, ZV de Zaan, Universidade do Havaí em Manoa, Club Natació Sant Andreu e CN Sabadell. Keuning venceu a Supertaça Europeia com o CN Sabadell em novembro de 2023 e a Liga dos Campeões em abril de 2024.
Ela fez sua estreia pela seleção holandesa principal em novembro de 2016, em uma partida da Liga Mundial contra a Grécia. Sua estreia em um grande torneio internacional ocorreu em 2019, quando ela foi selecionada para o campeonato mundial na Coreia do Sul. Em 2023 conquistou a medalha de ouro com a seleção holandesa no Campeonato Mundial de Fukuoka. Em janeiro de 2024 ela ganhou a medalha de ouro no Campeonato Europeu em Eindhoven.
Nos Jogos Olímpicos de Verão de 2024, em Paris, conquistou a medalha de bronze no torneio feminino do polo aquático, após vencer confronto contra a equipe dos Estados Unidos por 11–10 na disputa pelo terceiro lugar.